# Bladensburg
Bladensburg est une ville située dans l'État américain du Maryland. Située dans le comté du Prince George à 14 km de Washington DC, la ville compte 9 148 habitants en 2010.

## Histoire
Bladensburg fut d'abord un port construit à l'époque coloniale au bord la rivière Anacostia.
Le 24 août 1814, le site fut le théâtre d'une bataille de la guerre anglo-américaine où les troupes britanniques sortirent victorieuses d'une armée américaine pourtant en supériorité numérique, alors que la ville de Washington D. C. était à feu et à sang.

## Personnalités liées à Bladensburg
- Micah Taul (1785-1850), parlementaire américain, né à Bladensburg.